# Katsuragi, Nara

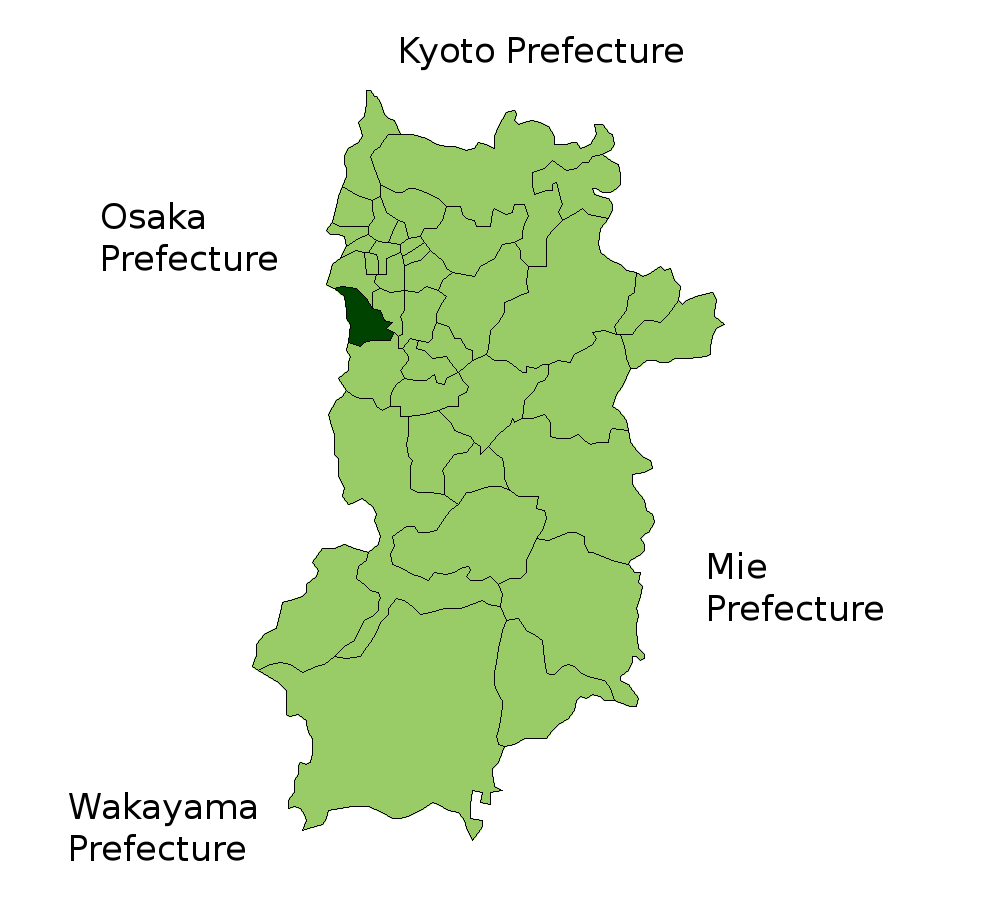

Katsuragi (葛城市 Katsuragi-shi?) este un municipiu din Japonia, prefectura Nara.